# Campeonato Mundial de Wingsuit Flying de 2013
O Campeonato Mundial de Wingsuit Flying de 2013 (original, em inglês: World Wingsuit Race 2013) foi a segunda edição do Campeonato Mundial de Wingsuit Flying.
Realizado na Pedra da Onça, na localidade de Bom Jardim-ES, no limite entre os municípios de Cachoeiro de Itapemirim e Castelo, o campeonato começou no dia 8 e terminou no dia 12 de fevereiro de 2013.
Este campeonato reuniu 30 dos melhores atletas do mundo na modalidade. O campeão desta edição foi o norueguês Espen Fadnes.
Uma tragédia marcou esta edição. A argentina Stella Moix morreu na manhã do dia 9 de fevereiro de 2013 ao fazer um salto de base jump.

## Programação Oficial do Evento
- Fonte: GaleraRadical.com.br[4]

Dia-08/02
- 08:00am - Reunião oficial e Abertura do evento 10:00am - Subida para 1ª rodada
- 13:00pm - 1ª rodada (DISTANCE)
- 18:30pm - Encerramento do dia

Dia-09/02
- 08:00am - Subida 2ª rodada
- 10:00am - 2ª rodada (Speed and Accuracy)
- 14:00pm - Subida 3ª rodada
- 16:30pm - 3a rodada (Speed and Accuracy)
- 18:30pm - Encerramento do dia

Dia-10/02
- 08:00am - Subida 4ª rodada
- 10:00am - 4ª rodada (DISTANCE)
- 14:00pm - Subida 5ª rodada
- 16:30pm - 5ª rodada (Speed and Accuracy)
- 18:30pm - Encerramento do dia

Dia 11/02 0800am - Subida 6a rodada
- 10:00am - 6ª Rodada (Speed and Accuracy)
- 14:00pm - Subida 7ª rodada
- 16:30pm - 7ª rodada (Speed and Accuracy)
- 18:30pm - Encerramento do dia

Dia 12/02 0900am - Premiação
- 10:30am - Big Way and Fun Jumps
- 16:00pm - Dinner Party Happy Ending
- 24:00pm - Encerramento

## Resultado Final
| Ouro         | Ouro | Prata | Prata | Bronze       | Bronze |
| Espen Fadnes |      |       |       | Gabriel Lott |        |